# Editha und der Maiblumenstrauß
|  | Dieser Artikel oder Abschnitt wurde wegen inhaltlicher Mängel auf der Qualitätssicherungsseite des Projekts Germanen eingetragen. Dies geschieht, um die Qualität der Artikel aus diesem Themengebiet auf ein akzeptables Niveau zu bringen. Bitte hilf mit, die Mängel dieses Artikels zu beseitigen, und beteilige dich an der Diskussion! |

Die Sage von Editha und dem Maiblumenstrauß spielt zu Zeiten Ottos des Großen in Magdeburg, als sich seine Gemahlin Königin Editha in der Königspfalz aufhielt. In ihrer Anfangszeit als Königin fiel es Editha schwer, die sächsische Sprache in ihrer Vielfalt zu verstehen. Doch bald wandten sich viele Magdeburger mit ihren Bittgesuchen an die Königin, die als gütige Herrscherin galt.

## Sage
Königin Editha ging oft vom Königshof in die neue aufblühende Stadt hinüber, wo sie ein blondhaariges Mädchen erblickte, das in seinem Garten an der Großen Junkerstraße die ersten Maiglöckchen des Jahres pflückte. Auf ihren Ruf trat das Mädchen an Editha heran und überreichte ihr einen Strauß der Blumen. Editha, erfreut über den Strauß, schenkte dem Mädchen einen ihrer Ringe mit den Worten Nimm diesen Ring als Dank! Und wenn du einmal in große Not gerätst, dann komme zu mir in den Hof, zeige mir den Ring, so werde ich dir helfen!. 

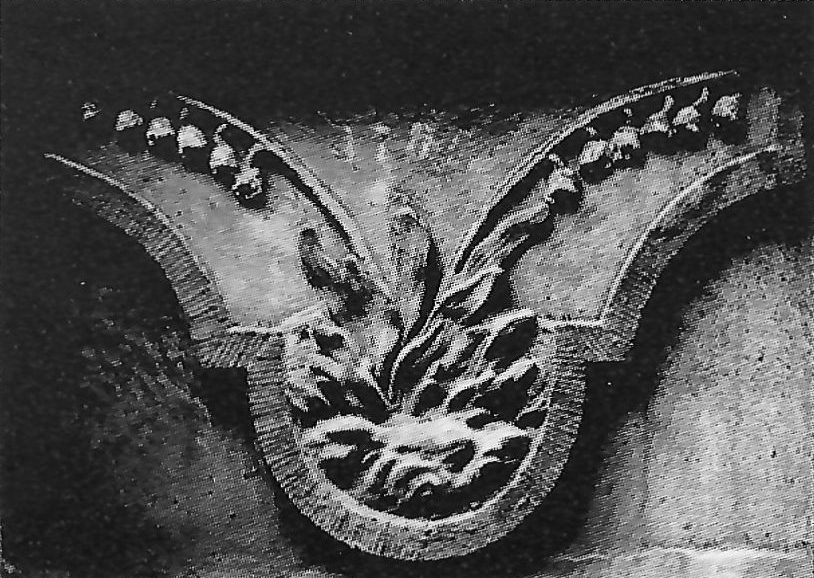
Hauszeichen des ehemaligen Hauses Zur Maiblume in der Großen Junkerstraße 13

Einige Jahre später erkrankte der Vater des Mädchens, ein alter Weber. Das Geld der Familie war fast aufgebraucht. Die Schulden wuchsen an, so dass die Gläubiger die Familie aus dem Haus drängen wollten. Die nun junge Frau dachte an den Ring der Königin und an deren Versprechen und entschloss sich schließlich, zum Königshof zu gehen.
Die Wachen erkannten den Ring und ließen die junge Frau bis zu Editha vor. Die Königin erinnerte sich erfreut an das Mädchen mit dem Maiglöckchenstrauß. Als sie von der Notlage erfuhr, ließ sie die Schuldner auszahlen und beschenkte die junge Frau und ihren Vater reich. Der Vater erbaute, nachdem er genesen war, in der Großen Junkerstraße 13 ein neues Haus. Auf dem Schild über dem Eingang stand nur ein Wort: Maiblume.

## Hintergrund
Die Große Junkerstraße war eine Straße in Magdeburg, die etwa in Verlängerung der heutigen Jakobstraße nach Süden, vom Magdeburger Rathaus zur ehemaligen Berliner Straße führte. Heute befindet sich in diesem Bereich in etwa die Ostseite des Alleecenters. Das ehemalige Haus Große Junkerstraße 13 hieß Zur Maiblume und trug ein entsprechendes Hauszeichen, was wohl Anknüpfungspunkt der Sage war. Das Hauszeichen ging auf den Stein- und Wappenschneider Joachim Blume zurück, der das Grundstück 1659 erworben hatte. Entsprechend der an seinem Wappen als Helmzier befindlichen Maiblume, benannte er das Haus, worauf das Hauszeichen zurückging.